# Leioderes kollari
Leioderes kollari је врста инсекта из реда тврдокрилаца (Coleoptera) и породице стрижибуба (Cerambycidae). Сврстана је у потпородицу Cerambycinae.

## Опис
Тело је једнобојно, жуте или жутонаранџасте боје, једино су очи црне боје. Антене су средње дужине. Покрилца су са јасним уздужним удубљењима и пубесценцијом. Дужина тела је од 9 до 15 mm. 

## Распрострањеност
Врста је распрострањена на подручју Албаније, Аустрије, Белорусије, Босне и Херцеговине, Бугарске, Хрватске, Чешке, Француске, Немачке, Грчке, Мађарске, Италије, Летоније, Црне Горе, Северне Македоније, Норвешке, Пољске, Румуније, Русије, Словачке, Словеније, Шпаније, Шведске , Швајцарске, Украјине. У Србији је налажена спорадично, углавном на биљци домаћину, ретко на цвећу.

## Биологија
Животни циклус траје од једне до две године, ларве се развијају у оболелим и мртвим гранама и гранчицама листопадног дрвећа, ретко у стаблу. Активни су током маја и јуна месеца. Биљке домаћини су различите врсте листопадног дрвећа, као што су јавор, брест, граб, храст.

## Статус заштите
Врста се налази на Европској црвеној листи сапроксилних тврдокрилаца.

## Синоними
- Phymatodes kollari (Redtenbacher, 1849)
- Leioderus testaceus Redtenbacher, 1845